# Iruña Rugby Club
El Iruña Rugby Club (comúnmente conocido como Iruña) es un equipo de rugby español con base en Pamplona, Navarra. Compite en la liga Regional Vasca.

## Historia
El Iruña Rugby Club se fundó en 1982, como consecuencia de una escisión realizada en el Club de Rugby Universidad de Navarra (C.R.U.N.) único equipo de rugby existente en Navarra hasta ese año. Dicha escisión vino motivada por el deseo de la Universidad de contar en las filas de sus equipos exclusivamente con universitarios, lo que dejaba fuera del mismo a un amplio grupo de jugadores. Asimismo se observó la necesidad de contar con un equipo en pamplona que aglutinara al Rugby navarro no universitario.
En esa fundación, constaba como presidente del nuevo Club, Pedro Fernández de Lascoiti, y en la junta estaban José Solano, Patxi Ordinas, Javier Lumbier, Patxi Itxaso.
Se contaba con más de 250 socios, con una cuota por socio de 1000 pts. anuales.
En el mismo año de su creación, el Iruña R.C. empezó a jugar en la liga Vasca, al no existir en Navarra Federación y al no poder contar con más equipos para formar una liga territorial.
En la temporada 1983 – 1984 el Iruña R.C. entró por derecho propio y como consecuencia de su clasificación en la temporada anterior, en la 1.ª División Nacional. En aquel año dicha categoría estaba formada por cuatro grupos (Norte, Catalán – Levante, Castilla – Asturias – Galicia y Madrid – La Mancha – Andalucía). En dicha temporada el Iruña quedó clasificado en 2.ª posición, por detrás del Gernika R.T. La clasificación no estuvo determinada hasta el último partido, en el que el Iruña R.C. y el Gernika R.T. se jugaban el primer puesto de grupo, y la fase de ascenso a la máxima categoría del Rugby Nacional. El Iruña R.C. perdió el partido, y la posibilidad de jugar la fase de ascenso. En la temporada 1984-1985 el Iruña R.C. quedó clasificado en 3.ª posición, dentro del grupo Norte de 1.ª División Nacional. Durante estas dos temporadas el Iruña también participó en la copa del Rey, a un solo encuentro con el Cornella R.C. en Cornellá (Barcelona) y con la Santboiana, en Pamplona con gran ambiente y expectación. Ambos equipos jugaban en División de Honor, y la Santboiana era el vigente Campeón de Liga y Copa y en su partido contra el Iruña R.C. sólo pudo ganar por 3 a 9.
En la temporada 1985-1986 la Federación Española reestructuró las categorías, pasando la primera División Nacional a estar formada por dos grupos de 10 equipos cada uno, quedando el Iruña R.C. encuadrado en el Grupo Norte-Levante. En esa categoría y dentro de ese grupo el Iruña R.C. disputó las temporadas 85-86, 86-87, 87-88 y 88-89. En esa última temporada el Iruña descendió a categoría Regional.
Durante los años siguientes, temporadas, 89-90, 90-91, 91-92, 92-93 y 93-94, el Iruña R.C. disputó la Liga Territorial Navarra, quedando siempre Campeón de la misma, lo que confería el derecho a participar en la fase de ascenso a Primera División. En varios años el objetivo del ascenso estuvo muy cerca, cayendo siempre en la eliminatoria final. En el año 1990, Pedro Fernández de Lascoiti, dejaba la presidencia aunque seguía perteneciendo a la Junta Directiva, y su puesto lo ocuparía Santi Iriarte.
En la temporada 1994-1995 la Federación Española volvió a remodelar la Primera División, debido a que los elevados costes de desplazamientos, y mantenimiento de los equipos abocaban a la desaparición a un gran número de equipos. Por ello se reorganizó la categoría en cuatro grupos. Esta situación permitió al Iruña R.C. por su condición de Campeón Navarro y subcampeón de la fase de ascenso, acceder a la categoría de Plata del rugby Nacional.
En esa temporada el Iruña quedó encuadrado en el grupo Vasco-Navarro-Aragonés, disputando la liga entre ocho equipos. Al finalizar la temporada, quedó clasificado en el 7.º lugar, empatando a puntos con equipos clasificados en los puestos 6.º a 3.º, dentro de una liga muy igualada. En principio el Iruña se libró del descenso automático, pero al descender de División de Honor el Bera Bera R.T. y recalar en el grupo del Iruña, arrastró al Iruña al descenso a categoría regional.
En la temporada 1995-1996 el Iruña volvió a quedar campeón de la liga Territorial y subcampeón en la fase de Ascenso, por detrás del Irún R.C. La mala suerte que le había perseguido en las dos últimas temporadas cambió al ampliar la Federación Española los equipos participantes en los grupos de Primera División de 8 a 10, lo que le daba al Iruña el derecho de regresar a Primera División Nacional.
En la temporada 1996-1997 El Iruña disputó en la liga de Primera División Nacional, encuadrado en el grupo Vasco-Navarro-Aragonés, quedando clasificado en 2.º lugar y disputando posteriormente la fase de ascenso a la División de Honor, cayendo derrotado ante un histórico del rugby Nacional y de la división de Honor como es el Salvador Dulciora de Valladolid.
1999-2000 En este año el Club adquiere las instalaciones, que actualmente tiene en la calle Mutilva, de Pamplona, habiendo una remodelación dentro de sus socios, al tener que afrontar una serie de derramas.
2005-2006 En este año, después de 16 años al cargo de Presidente, dimite por asuntos laborales Santi Iriarte, designando la Junta Directiva a Fernándo Jáuregui como 3.er presidente de la Historia del Iruña Rugby Club.
En el año 2007 Josetxo Murguiondo se hace cargo de la presidencia del club.
En la temporada 2009-2010 el Iruña queda en el segundo puesto de la liga regional navarra el cual le da acceso a la fase de ascenso a primera nacional, pero en la que no logra ascender de categoría.
En la temporada 2010-2011 se produce un cambio, mediante el cual la liga regional navarra se integra dentro de la liga regional vasca y los 5 equipos que venían compitinendo en esta categoría pasan a formar parte de la liga vasca. Esto hace que la liga adquiera mucha más competitividad y nivel.
Dentro de esta liga regional vasca se divide la temporada en dos fases, en la primera de ellas se crean dos grupos de 8 equipos cada uno, el Iruña queda situado dentro del primero.
Esta primera fase termina con el Iruña clasificado en 5.º lugar.
En la segunda fase se crean tres grupos según la clasificación de la primera fase, un grupo "A" con los 3 primeros de cada grupo, un grupo "B" con los 4.ºs y 5.ºs y el mejor de los 6.ºs y un grupo "C" con el peor de los 6.ºs y los 2 últimos de cada grupo.
Gracias al 5.º puesto de la primera fase, el Iruña entra en el grupo B.
En la segunda fase de la liga, el Iruña logra terminar en 3.º lugar.
En la temporada 2011-2012 se mantiene el mismo formato de liga regional vasca. En esta edición se crean inicialmente dos grupos de 9 equipos cada uno. En esta primera fase el Iruña forma parte del Grupo A.
Durante esta primera fase el Iruña queda en la 8.ª posición del grupo, lo que lo clasifica en el grupo C para la segunda fase.
En la segunda fase de liga el Iruña queda en 2.º lugar.
Durante esta temporada 2011-2012 se suscriben acuerdos de patrocinio con la empresa Compresores Redin y con la cervecería The House Beer, mediante los cuales se renueva la equipación cambiando del tradicional color verde al negro.
En la temporada 2012-2013 la federación vasca plantea un cambio en la estructura de la liga, una primera fase a una vuelta con dos grupos como en las temporadas anteriores, pero una segunda fase con tan solo dos grupos, el primero de ellos con opciones al ascenso de categoría y el segundo sin estas opciones. Tras finalizar terceros en la primera fase, el Iruña logra clasificarse en el grupo A de la segunda fase.
Desde el año 2015 el Iruña Rugby Club creó una Escuela de Rugby con categorías de edades que van desde Sub/18 a Sub/10, abierta a todos los jóvenes que deseen conocer y practicar el Rugby, participando tanto en las competiciones de la Federación Vasca con en las que organiza la Federación Navarra de Rugby. También La Escuela ha participado en intercambios y torneos con otros equipos internacionales.
 En la segunda fase de liga el Iruña queda en el 6.º lugar.

## Palmarés

### Categoría Sénior
Trayectoria del Iruña RC en las distintas competiciones de liga desde el año de su fundación.
| Categoría        | 23  | 22  | 21  | 20     | 19     | 18     | 17   | 16 | 15   | 14  | 13  | 12   | 11  | 10  | 09  | 08 | 07 | 06  | 05  | 04  | 03  | 02   | 01  | 00  | 99  | 98  | 97  | 96  | 95 | 94  | 93 | 92 | 91  | 90 | 89 | 88 | 87 | 86 | 85 | 84 | 83 | 82 |
| ---------------- | --- | --- | --- | ------ | ------ | ------ | ---- | -- | ---- | --- | --- | ---- | --- | --- | --- | -- | -- | --- | --- | --- | --- | ---- | --- | --- | --- | --- | --- | --- | -- | --- | -- | -- | --- | -- | -- | -- | -- | -- | -- | -- | -- | -- |
| Primera Nacional |     |     |     |        |        |        |      |    |      |     |     |      |     |     |     |    |    |     | 6.º | 3.º |     | 10.º | 7.º | 6.º | 3.º | 4.º | 6.º | 2.º |    |     |    |    |     |    |    |    |    |    |    |    |    |    |
| 1ª Vasca         |     |     |     |        |        |        | 10.º |    | 10.º | 5.º | 6.º | 14.º | 9.º |     |     |    |    |     |     |     |     |      |     |     |     |     |     |     |    |     |    |    |     |    |    |    |    |    |    |    |    |    |
| 2.ª Vasca        | 1.º | 3.ª | 3.ª | 2.º(A) | 3.º(B) | 1.º(B) |      | 2º |      |     |     |      |     |     |     |    |    |     |     |     |     |      |     |     |     |     |     |     |    |     |    |    |     |    |    |    |    |    |    |    |    |    |
| 1ª Navarra       |     |     |     |        |        |        |      |    |      |     |     |      |     | 2.º | 4.º | 4º | 4º | 1.º | 2º  | 2º  | 6.º | 6º   | 5.º | 6.º | 7.º |     |     | 1.º | ?º | 1.º | ?º | 1º | 2.º |    |    |    |    |    |    |    |    |    |

Nota: Las temporadas en que aparece jugando en dos ligas corresponden a temporadas donde jugaron tanto el equipo titular como un equipo B en la liga inferior.

Durante las temporadas 2000/01 y 2001/02 el segundo equipo del Iruña RC jugaba en conjunto con el C.R.U.N.

Desde la temporada 2002/03 hasta la temporada 2007/08 el Iruña RC tuvo unión con la UPNA. Los equipos conjuntos aparecen en cursiva
Entrenador Temporada 2019/20:
Alberto "Getxo" Pérez de Ciriza.